# ガロアムシ
ガロアムシは、ガロアムシ目（非翅目、Grylloblattodea、Notoptera）の昆虫の総称。和名は日本で初めてこの仲間を発見したフランスの外交官 E. Gallois にちなむ。コオロギモドキとも言う。
現在知られているのは2亜科4属に属する25種。日本からは8種が知られる（ただし諸説があり研究者によって異論あり）。

## 形態
扁平で細長い体をした無翅の昆虫。成虫の体長は20 mm内外で、体色は淡褐色ないし濃い琥珀色。体は細長く、腹部の末端に一対の鞭状の尾角がある。頭部はやや平らな卵形で、複眼は極めて退化的。歩脚は歩行に適した形である。
シロアリの体と各脚を極端に細長くしたような外見であり、不完全変態昆虫としては原始的な姿を留めているとされる。幼虫、成虫、雌雄を問わず翅を欠く。幼虫も成虫も殆ど同じ形であるが、若齢の幼虫ほど体色が白く、成虫に近づくにつれ鮮やかな褐色となる。雌には小さいながらキリギリス科やコオロギ科のそれに似た産卵管がある。

## 生態
主に標高1,200 mの森林中や山地の石の下、朽木内、洞窟などで見られるが、一般人どころか研究者や愛好家でもまず目にかかることがない昆虫である。湿気のあるところを好み、高温・光を嫌う。
肉食性で、他の小さな昆虫、節足動物などを捕食して成長、生活する。孵化した幼虫は成虫になるまでに5 - 7年を要する。成虫も1 - 2年の寿命を持ち、昆虫の成虫としては比較的長命である。
生きている化石であり出現期シルル紀である石炭紀に入り翅が生えていたが、空中で様々な昆虫たちが猛威を振るう中、地上に特化したように翅を退化させ走るのに特化した。それが現代の姿でもある

## 分類
マントファスマ目と近縁である。それぞれをガロアムシ亜目 (Grylloblattodea) ・マントファスマ亜目とし、あわせて非翅目 (Notoptera) とすることがある。

## 日本のガロアムシ(ただし異論あり)
- G. yezoensis エゾガロアムシ 北海道に分布する
- G. nipponensia ガロアムシ 本州に分布する
- G. kiyosawai オオガロアムシ 本州に分布する
- G. yuasai ヒメガロアムシ 本州に分布する
- G. notabilis イシイムシ 1925年6月に長崎県から採集された幼虫1個体のみしか知られていない。
- G. chujoi メギシマガロアムシ(仮) 香川県女木島に分布　チュウジョウムシとも呼ばれる。

※日本にはほかにも2種類の未記載種がいるが研究者によって分類が異なり今後この分類は変わる可能性もある。